# Костелецкия пятиплодная
Костелецкия пятиплодная (лат. Kosteletzkya virginica, лат. Kosteletzkya pentacarpos) — многолетнее травянистое растение; вид рода Костелецкия семейства Мальвовые. Выделяется яркими розовато-сиреневыми цветками, по строению схожими с цветками гибискуса, а также обильным пушистым покровом на стебле, листьях и даже частично на лепестках. Галофит, оптимальное для роста содержание хлорида натрия в субстрате составляет 85 ммоль/м³.

## Ботаническое описание
Многолетнее травянистое растение. Чрезвычайно изменчиво в плане высоты, размера и формы листьев, интенсивности и распространённости пушистого покрова, а также размеров венчика. Стебель прямой, ветвистый, звёздчато-пушистый, может быть мягким бархатистым либо шершавым на ощупь. Высота взрослой особи варьирует от нескольких дециметров до 2,5 м, при этом во многих источниках она обычно не указывается более, чем 1—1,2 м. Зачастую растение имеет несколько стеблей, выходящих напрямую из корневой системы.
Листовая пластинка серовато-зелёного цвета, имеет форму от овально-сердцевидной до стреловидной, часто с 3—5 остроконечными лопастями. Края листовой пластинки неравномерно зубчатые. Верхние листья ланцетной либо овально-ланцетной формы. Размеры последовательно уменьшаются снизу вверх, начиная со срединной части стебля. В общем случае их ширина 4—10, длина 6—12 см. У нижних и средних листьев развит черешок 4—10 см. Порядок расположения листьев на стебле очередной.
Цветки одиночные в пазухах листьев, реже образуют небольшие кисти либо метёлки на вершинах веточек. Прицветники шиловидные, заметно уже и короче чашелистиков, опушённые. Чашелистики треугольной формы, заострённые, длиной 10—12 мм, как правило, заметно выступают за края спелого плода. Пять лепестков образуют розовато-сиреневую, иногда беловатую, почти сомкнутую чашечку диаметром 4—8 см. Сросшиеся тычинки образуют трубку, в центре которой развивается пестик, состоящий из пяти веточек с рыльцами (напоминают булавочные головки). Плод — слегка приплюснутая шарообразная коробочка диаметром 10—12 мм, которая при раскрытии распадается на пять равных долей. Семя яйцевидное, мягкое, чёрного или бурого цвета, толщиной 3—4 мм.
По окраске и форме цветка несколько напоминает гибискус Hibiscus laevis, места обитания которого пересекаются с описываемым видом на территории Северной Америки.

## Распространение

### Ареал
Это единственный вид костелецкии, ареал которого захватывает умеренные широты. Растение распространено на востоке Северной Америки, в Южной Европе и Западной Азии. В Северной Америке оно, изначально известное под латинским названием Kosteletzkya virginica, считается обычным видом вдоль восточного побережья США от острова Лонг-Айленд (штат Нью-Йорк) до Флориды и юго-восточного Техаса. Растение также растёт на Бермудских Островах и Кубе.
В Евразии, где традиционно используется название Kosteletzkya pentacarpos, растение считается редким видом. В Средиземноморье до наших дней сохранилось лишь несколько небольших участков ареала: в дельте реки Льобрегат, на озере Альбуфера и Балеарских островах (Испания), Корсике (Франция), побережьях областей Лацио и Апулия (Италия). Известный российский ботаник Александр Гроссгейм в середине XX века зарегистрировал отдельные очаги ареала в Закавказье. В настоящее время в качестве таких очагов признаны сфагновая болотистая низменность в окрестностях посёлка Анакалия в Грузии и историческая область Талыш вдоль юго западного побережья Каспийского моря в Азербайджане и Иране. Растение также отмечено в долинах рек Волга и Дон на территории России.

### Места обитания
Растение требовательно к хорошо увлажнённым почвам и свету, при этом чаще всего встречается на не слишком сильно засоленных почвах: по окраинам маршей в полосе морского прилива, в понижениях дюн на глинистых и песчаных почвах, на дамбах и в дельтах. Реже растёт по берегам рек, на верховых болотах. Затенённых участков избегает.